# Округ Вермилион (Луизијана)
Вермилион (енгл. Vermilion Parish) је округ у америчкој савезној држави Луизијана.

## Демографија
По попису из 2010. године број становника је 57.999, што је 4.192 (7,8%) становника више него 2000. године.
| Група             | 2000.          | 2010.          |
| Белци             | 44.026 (81,8%) | 46.305 (79,8%) |
| Афроамериканци    | 7.624 (14,2%)  | 8.286 (14,3%)  |
| Азијати           | 977 (1,8%)     | 1.160 (2,0%)   |
| Хиспаноамериканци | 742 (1,4%)     | 1.381 (2,4%)   |
| Укупно            | 53.807         | 57.999         |